# Bordertown
Bordertown – miejscowość położona w Australii Południowej niedaleko granicy z Wiktorą w rejonie turystycznym Limestone Coast, odległa o około 280 km od Adelaide i 450 km od Melbourne. Założona w 1846, obecnie zamieszkuje ją 2350 osób (2004). Jest centrum administracyjnym Tatiara District o powierzchni 6476 km². 
W Bordertown urodził się Bob Hawke, australijski polityk, premier z ramienia Partii Laburzystowskiej. W domu, w którym mieszkał znajduje się obecnie muzeum mu poświęcone. W mieście jest także mały ogród zoologiczny z kangurami-albinosami.